# Richie Incognito
Richie Incognito (Englewood, Nueva Jersey, Estados Unidos, 5 de julio de 1983) es un jugador profesional de fútbol americano de la National Football League que juega en el equipo Las Vegas Raiders en la posición de Guard con el número 64.

## Carrera deportiva
Richie Incognito proviene de la Universidad de Nebraska-Lincoln y fue elegido en el Draft de la NFL de 2006, en la ronda número 3 con el puesto número 81 por el equipo St. Louis Rams.
Ha jugado en los equipos Buffalo Bills, Miami Dolphins y St. Louis Rams.

## Estadísticas generales
| Partidos jugados | Partidos iniciados |
| 103              | 103                |